# Ipomoea transvaalensis

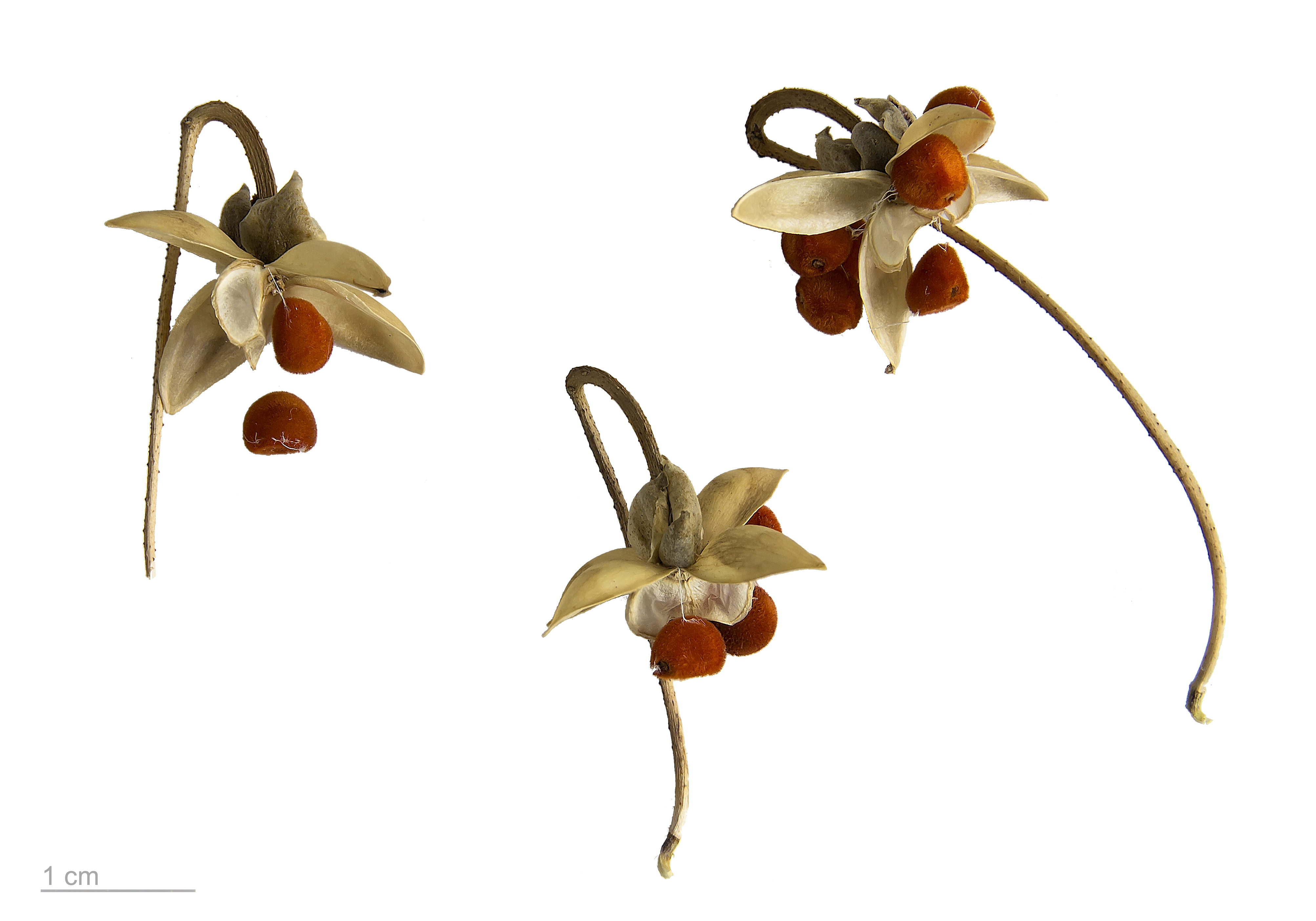
Ipomoea transvaalensis

Ipomoea transvaalensis är en vindeväxtart. Ipomoea transvaalensis ingår i släktet praktvindor, och familjen vindeväxter.

## Underarter
Arten delas in i följande underarter:
- I. t. orientalis
- I. t. transvaalensis